# 추적 (2007년 영화)
추적(Sleuth)은 2007년 공개된 미국의 미스터리 스릴러 영화이다. 케네스 브래나가 감독을 맡고 주드 로, 마이클 케인이 주연으로 출연했다. 케인은 이전에 1972년 버전(발자국)에 출연하여 로런스 올리비에를 상대로 주드 로의 역할을 맡았다.

## 줄거리
영화는 교묘한 속임수와 기만으로 가득 찬 게임에 빠진 두 명의 영국 남자를 중심으로 전개된다. 한때 유명 작가였지만 지금은 혼자 사는 늙은 앤드류 와이크는 젊은 남자 때문에 아내가 떠난 후 고립된 채 최첨단 저택에서 지낸다. 그에게는 매력과 재치를 겸비한 야심찬 배우 밀로 틴들이 있다. 와이크는 틴들을 자신의 저택으로 초대하고, 틴들은 이혼 서류에 서명하도록 설득하려 한다. 하지만 와이크는 아내의 새로운 연인과 심리전을 벌이는 데 더 관심이 있고, 복수를 위해 철저히 계획된 일련의 행동으로 틴들을 유인한다. 두 남자는 서로를 속고 속이는 복잡한 관계 속으로 빠져들고, 결국 그 과정에서 위기와 반전들이 드러난다.

## 배역
- 마이클 케인 - Andrew Wyke
- 주드 로 - Milo Tindle